# Skythikon
Gli skythikon erano degli arcieri a cavallo in servizio nell'esercito bizantino come mercenari o coscritti.
Il termine "Skythikon" (σκυθικον) è greco, significa letteralmente scita ed indica in generale i nomadi delle steppe euroasiatiche con cui i popoli ellenici ebbero a che fare, ma di solito il termine si riferiva più al popolo nomade dei cumani.
Gli Skythikon erano protetti da cotte di maglia leggere o brigantine ed utilizzavano l'arco composito, oltre ad una spada per inseguire e finire il nemico indebolito dalle frecce.